# سید مصطفی هاشمی‌طبا در انتخابات ریاست‌جمهوری ایران (۱۳۹۶)
سید مصطفی هاشمی‌طبا برای دوازدهمین انتخابات ریاست جمهوری در تاریخ ۳۱ فروردین ۱۳۹۶ از سوی شورای نگهبان جهت ورود به انتخابات ریاست جمهوری تأیید صلاحیت شد. هاشمی‌طبا با این که از نامزدی انصراف نداد، اعلام کرد به حسن روحانی، رئیس‌جمهور وقت و دیگر نامزد انتخابات رأی خواهد داد.

## کاندیداتوری
نام‌نویسی
سید مصطفی هاشمی‌طبا در تاریخ ۲۴ فروردین ماه در آخرین دقایق قانونی ثبت نام با حضور در وزارت کشور در انتخابات ریاست جمهوری ثبت نام کرد.
تأیید صلاحیت
برنامه ها
 شخصاً معتقد هستم با توجه به تاکیدی که دوستان در بحث زیستگاه ایران، میراث گذشته خداوند و طبیعت برای ما داشتند، به همین دلیل هم بنده در درجه اول بر حفظ ایران همراه با اصلاح کشاورزی، رسیدگی به محرومین، مستضعفان، بیماران، معلولین، بی‌سرپرستان را در حداقل یک زندگی شرافتمندانه از طرف دولت معتقدم و همینطور مشخصا به سرمایه‌گذاری در صنعت کشاورزی و خدمات هم اعتقاد دارم. ( تسنیم )

## افراد حامی
== احزاب حامی کارگزاران سازندگی